# Sarcophilus laniarius
Sarcophilus laniarius és una espècie extinta de mamífers dasiüromorfs que visqueren durant el Plistocè en allò que avui en dia és Austràlia. Se n'han trobat restes fòssils a Austràlia Meridional, Nova Gal·les del Sud, Queensland i Victòria. És un parent molt proper del diable de Tasmània, però és un 15% més gros i un 50% més pesant que aquest últim. S'extingí poc després de l'arribada dels éssers humans a Austràlia, tot i que no és clar que una cosa tingués a veure amb l'altra.